# ARA Bouchard (P-51)
El patrullero oceánico ARA Bouchard (P-51) (POBU), originalmente L'Adroid (P725), es un OPV tipo Gowind construido en Francia en 2011 y adquirido por la marina de guerra de Argentina en 2018 junto a tres OPV: Piedrabuena, Storni y Cordero.
Actualmente presta servicio de vigilancia del mar Argentino y la ZEE con la División Patrullado Marítimo y con apostadero en la Base Naval Mar del Plata, provincia de Buenos Aires.

## Construcción y características
Fue construido y asignado a la Marine Nationale en 2012. Fue adquirido en 2018 por la Armada Argentina junto a otras tres naves de nueva construcción.
El OPV de la clase Bouchard tiene un desplazamiento de 1650 t, una eslora de 87 m, una manga de 13,6 m y un calado de 4,2 m; una propulsión de dos (2) motores diésel ABC (3500 kW c/u; velocidad 21 nudos y autonomía 4000 millas nauticas  -unos 7.200 km-); y de arma 1 cañón a control remoto Mk-44 Bushmaster de 30 mm y 2 (dos) ametralladoras a control remoto Browning M2 de 12,7 mm.
Los sensores son un radar de exploración 2D Terma Scanter 6002, un radar de navegación en banda X y otro en banda S; y sistema de combate Polaris que permite intercambio de datos con otros buques de guerra.

## Transferencia a Argentina

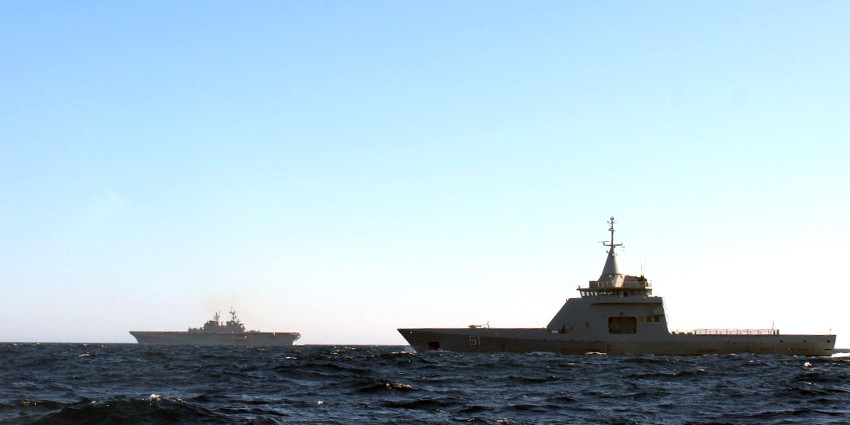
El ARA Bouchard junto al USS Tripoli (2020)

Fue adquirido por la Armada Argentina en julio de 2018, afirmándose el pabellón el 6 de diciembre de 2019. El re-bautizado ARA Bouchard (en honor al capitán de navío Hipólito Bouchard) zarpó a Buenos Aires el 15 de enero de 2020 y se unió a la marina de guerra el 15 de febrero del mismo año. El patrullero pertenece a la División Patrullado Marítimo (DPV) con asiento en la Base Naval Mar del Plata (BNMP).

## Historia de servicio
En mayo de 2020 el patrullero ARA Bouchard realizó su primera captura en la ZEE al capturar al pesquero Hong Pu 16 de bandera china.